# Charlotte de Monaco
Pour les articles homonymes, voir Charlotte.
Titre
Princesse héréditaire de Monaco
1er août 1922 – 30 mai 1944
(21 ans, 9 mois et 29 jours)
La princesse Charlotte Grimaldi de Monaco, duchesse de Valentinois, née Charlotte Louise Juliette de Monaco à Constantine (Algérie) le 30 septembre 1898 et morte dans le 16e arrondissement de Paris le 16 novembre 1977, est un membre de la famille princière monégasque, fille naturelle de Louis II de Monaco et de Marie-Juliette Louvet, et la mère du prince Rainier III. De 1922 à 1944, elle fut princesse héréditaire en titre de Monaco, jusqu'à sa renonciation à la couronne au profit de son fils.

## Une enfant illégitime

### Naissance
Charlotte est la fille naturelle du prince Louis II et de Marie-Juliette Louvet. Elle est née le 30 septembre 1898 à Constantine, en Algérie française, ville où le prince Louis était en garnison, lieutenant au 3e régiment de chasseurs d’Afrique.
Il y eut confirmation et approbation de reconnaissance paternelle par ordonnance du 15 novembre 1911 du prince souverain Albert Ier, son grand-père : de façon officielle à Monaco, elle porta dès ce jour, le titre de Mademoiselle de Valentinois.

### Monaco se cherche des héritiers
Si le prince souverain Albert Ier disposait d’un héritier (à Monaco, il porte le titre de prince héréditaire), le futur Louis II de Monaco, le 2e rang successoral revenait à Guillaume, duc d'Urach (1864-1928) — connu pour avoir occupé brièvement le trône de Lituanie en 1918 sous le nom de Mindaugas II — fils de la princesse Florestine de Monaco elle-même fille du prince Florestan Ier. Ce prince appartenait à une branche morganatique (les Urach) de la maison royale de Wurtemberg. Le royaume de Wurtemberg avait rejoint l’Empire allemand en 1871, la Grande Guerre entre la France et l’Allemagne se prolongeait depuis 1914 et l’état-major français ne pouvait prendre le risque de voir le port de Monaco transformé en base de sous-marins allemands.
Il en résulta le traité franco-monégasque secret du 17 juillet 1918 (traité de Paris) qui spécifiait dans son article 3 :
« En cas de vacance de la couronne, notamment faute d’héritiers directs ou adoptifs, le territoire monégasque formera, sous le protectorat de la France, un État autonome, sous le nom d’État de Monaco. »
Le traité coupait court à toute ambition potentielle des Urach et il avait paru plus convenable de parler d’héritiers adoptifs plutôt que de descendants naturels.
La légitimation de Charlotte, par adoption par son père, fut finalement célébrée à Paris le 16 mai 1919 en présence de son père, de Raymond Poincaré, président de la République française (de 1913 à 1920) et de Stéphen Pichon, ministre des Affaires étrangères du cabinet Clemenceau.

### Querelle dynastique engendrée par cette adoption
Aynard Guigues de Moreton de Chabrillan (1869-1950) a revendiqué le trône princier de Monaco en 1925 à la suite de l’adoption officielle de Charlotte Grimaldi (devenue princesse Charlotte de Monaco) puis en 1949 au décès du prince souverain Louis II de Monaco.
C’est la renonciation de « Mindaugas II de Lituanie » qui aurait fait de lui l’héritier de la principauté par son arrière-grand-mère la princesse Honorine de Monaco (1784-1879), elle-même petite-fille du prince souverain Honoré III (1720-1795).
Il faisait valoir qu’une adoption (même doublée d’une filiation naturelle) ne pouvait produire aucun effet en droit successoral dynastique. Cependant, le prince Albert Ier, sur le conseil du parlement monégasque, avec l’accord des autorités françaises et suivant les dispositions du traité franco-monégasque de 1918, était libre de modifier officiellement, et valablement, les règles de succession au trône monégasque (y inscrivant le droit de succession par adoption), comme son arrière-petit-fils Rainier III le fera par la suite lui aussi, et de ce fait, toute revendication, même officielle, d’un membre éloigné de la famille Grimaldi, ne pouvait être valable.

### Princesse héréditaire
Charlotte est créée princesse de Monaco, altesse sérénissime, et duchesse de Valentinois par collation du prince Albert Ier, son grand-père, à Paris ce même 16 mai 1919, titres confirmés par ordonnance souveraine en date du 20 mai 1919.
Charlotte accède aussi au 2e rang successoral (derrière son père) ce 16 mai 1919 : l'ordonnance organique du 30 octobre 1918 (publiée le 7 novembre 1918) modifiant les statuts de la maison souveraine de Monaco (publiés le 15 mai 1882) permettant l'adoption de l'héritier au trône.

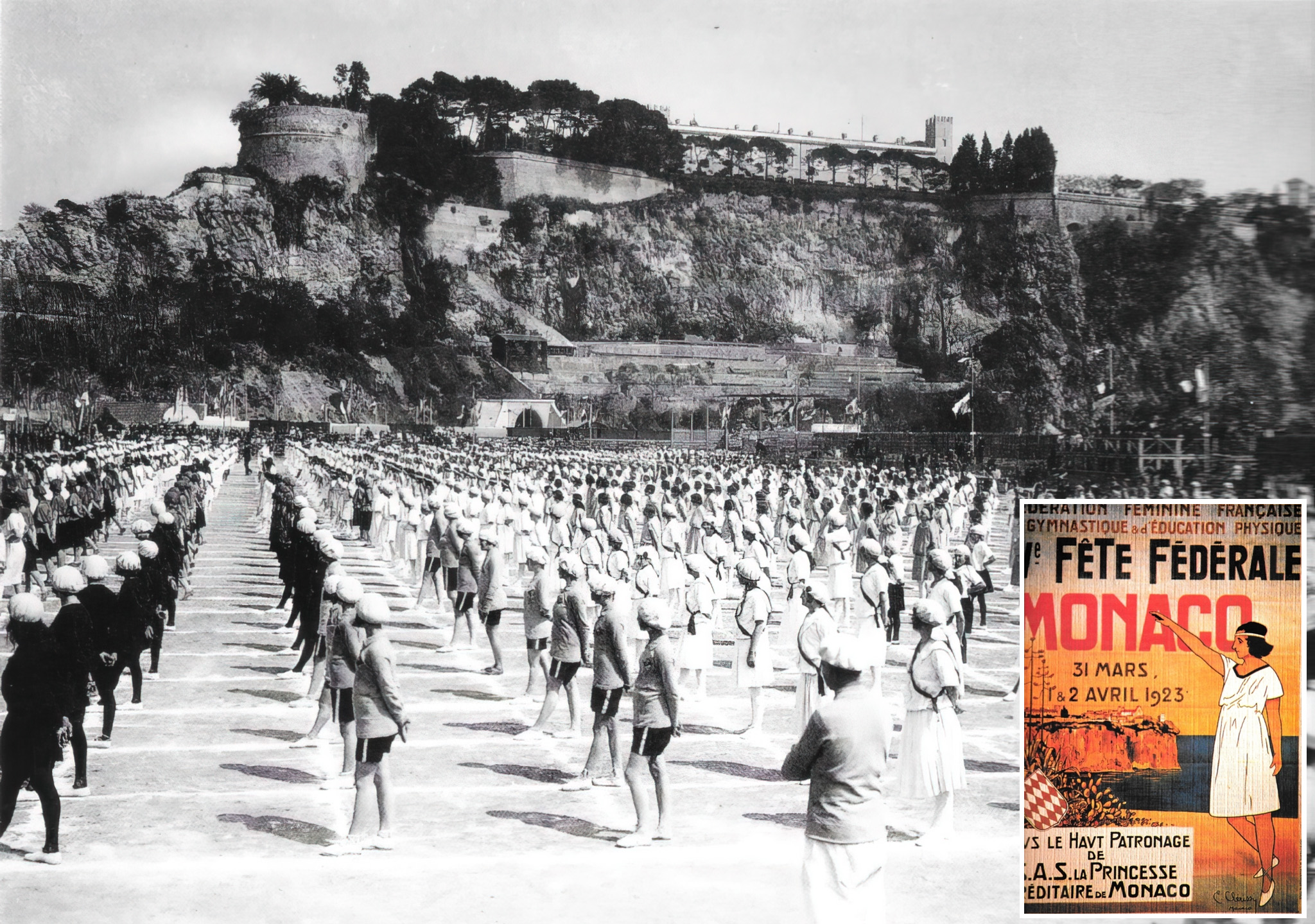
31 mars 1923, fête sportive de la FFFGEP à Monaco placée « sous le haut patronnage de S. A. S. la Princesse Héréditaire de Monaco ».

Charlotte est reconnue princesse héréditaire de Monaco par ordonnance princière datée du 1er août 1922 du prince souverain Louis II, son père, qui venait de succéder à Albert Ier, décédé le 26 juin 1922.
Du fait de la filiation naturelle, et de la succession adoptive et féminine, des généalogistes français contestent que Charlotte de Monaco transmette à sa descendance les nombreux titres des Grimaldi relevant du droit nobiliaire français.

## Mariage
À 22 ans, elle épouse à Monaco civilement le 18 mars 1920 et religieusement le 19 mars 1920 le comte Pierre de Polignac, âgé de 25 ans, naturalisé sujet monégasque sous le nom et les armes des Grimaldi par ordonnance princière datée du 17 mars 1920 et créé duc de Valentinois par ordonnance princière du 20 mars 1920.
De ce mariage arrangé par son père, viennent au monde deux enfants :
1. la princesse Antoinette de Monaco (1920-2011) ;
2. le prince Rainier III (1923-2005).

Le mariage n'est pas heureux : il y a séparation judiciaire le 20 mars 1930, puis divorce prononcé par ordonnance princière le 18 février 1933, mais ce mariage n'est pas annulé religieusement par la Cour de Rome.

## Vie de princesse
Le futur prince souverain Louis II s'occupe de sa fille et la place dans des pensionnats élégants.
Combattant dans l'armée française à titre d'officier, le prince héréditaire Louis met sa fille en sécurité à Monaco durant la Grande Guerre : elle sait s'y faire apprécier en soignant les nombreux blessés de guerre présents dans la Principauté un peu en violation de sa neutralité.
En juillet 1930, elle sait ramener à la loyauté des opposants monégasques qu'elle reçoit dans le château de Marchais (Aisne) où elle réside depuis sa séparation d'avec son mari.
Selon des dispositions sans doute arrêtées bien avant, la princesse Charlotte de Monaco, duchesse de Valentinois, renonce à ses droits au trône de Monaco et à son titre de princesse héréditaire le 30 mai 1944, soit la veille du jour où son fils le futur Rainier III devient majeur (majorité fixée alors à 21 ans).
Fantasque et peu encline à faire de la politique et à vivre à Monaco, elle passe la majeure partie de sa vie entre Paris et le château de Marchais dans l'Aisne, entourée de ses nombreux chiens.
Devenue « visiteuse de prisons », elle s'attache à des repris de justice au point de provoquer en son temps quelques scandales, notamment en les engageant à son service. Elle vit même avec un célèbre voleur de bijoux, René Girier dit René la Canne, qui, quoique dépourvu de permis de conduire, devint son chauffeur.
La France la récompense de ses efforts pour réintégrer les anciens détenus à la vie active.
Rainier III dira au cours d'un reportage que la princesse était plus une « copine » qu'une véritable mère.
Charlotte se rend au mariage de son fils le prince souverain Rainier III avec Grace Kelly en 1956 accompagnée de Girier et ne revient plus jamais dans la Principauté.
Elle meurt le 15 novembre 1977 à Paris, rue du Conseiller-Collignon, dans le 16e arrondissement. Elle est enterrée dans le domaine du château de Marchais.

## Titulature
- 30 septembre 1898 — 18 juillet 1911 : Charlotte de Monaco
- 18 juillet 1911 — 15 novembre 1911 : Charlotte Grimaldi de Monaco (à la suite de la rectification de son acte de naissance)
- 15 novembre 1911 — 16 mai 1919 : Mademoiselle de Valentinois (à la suite de la confirmation de sa reconnaissance paternelle par le prince Albert Ier)[7]
- 16 mai 1919 — 1er août 1922 : Son Altesse Sérénissime la duchesse de Valentinois (titre conféré par Albert Ier à la suite de son adoption par le futur Louis II)[8]
- 1er août 1922 — 30 mai 1944 : Son Altesse Sérénissime la princesse héréditaire de Monaco (à la suite de la décision de son père le prince Louis II de lui conférer le titre de princesse héréditaire en lieu et place de celui de duchesse de Valentinois)[9]
- 30 mai 1944 — 15 novembre 1977 : Son Altesse Sérénissime la princesse Charlotte de Monaco (à la suite de sa renonciation au trône)[10]

## Décorations
- Grand-croix de l’ordre de Saint-Charles
- Grand officier de la Légion d’honneur
- Dame noble de l’ordre de la reine Marie-Louise
- Sainte Croix de l’ordre pontifical Pro Ecclesia et Pontifice
- Décorée de la médaille de la Reconnaissance française, de la médaille d'honneur des épidémies, de la médaille en Argent de la Croix-Rouge française, de la médaille commémorative de la guerre 1914-1918, de la médaille pénitentiaire française
- Commandeur de l’ordre du Mérite social